# Dominio di Chōshū

Colori dell'esercito di Chōshū alla guerra Boshin

Il Dominio di Chōshū (長州藩?, Chōshū Han) fu un dominio feudale del Giappone nel periodo Edo (1600–1868). Occupava tutto il territorio dell'allora provincia di Nagato (corrispondente all'odierna prefettura di Yamaguchi), nella regione del Chūgoku, che veniva infatti spesso chiamata informalmente Chōshū, e la sua capitale era Hagi, cosa che lo portava ad essere spesso noto anche come Dominio di Hagi (萩藩?, Hagi Han). Il dominio ebbe un ruolo di primo piano nel conflitto che portò alla fine dello shogunato Tokugawa, passato alla storia come Bakumatsu.

## Storia
I governanti del Chōshū Han erano i discendenti di Mōri Motonari, un grande signore della guerra del Periodo Sengoku. Mōri Motonari riuscì ad estendere il suo potere su tutto il Chūgoku ed occupò un territorio del valore di 1.200.000 koku. Dopo la sua morte, il nipote ed erede Mōri Terumoto divenne daimyō e implementò una strategia di alleanza con Toyotomi Hideyoshi. Questo si dimostrerà più tardi un grande errore, dopo la morte di Hideyoshi il daimyō Tokugawa Ieyasu sfidò il potere di Toyotomi e combatté contro Ishida Mitsunari, il fidato consigliere di Hideyoshi, nella Battaglia di Sekigahara del 1600. Mōri Terumoto era il più potente alleato dei Toyotomi e fu eletto da un consiglio di realisti Toyotomi come capo titolare della forza Toyotomi. Comunque le forze di Toyotomi persero la battaglia a causa di diversi fattori legati a Mōri Terumoto:
- suo cugino Kikkawa Hiroie strinse un patto segreto con Tokugawa Ieyasu a seguito del quale più di 15.000 soldati Mōri restarono inattivi durante la battaglia.
- suo cugino adottivo Kobayakawa Hideaki e i suoi 15.000 soldati tradirono le forze di Ishida e si unirono a quelle dei Tokugawa.
- Dopo aver ricevuto assicurazioni da Tokugawa Ieyasu, Mōri Terumoto cedette il formidabile castello di Osaka senza combattere.

Nonostante la sua inattività nella battaglia, il clan Mōri fu rimosso dalla sua sede ancestrale nella Provincia di Aki, trasferito a quella di Nagato (nota anche come Chōshū), e le sue proprietà furono drasticamente ridotte da 1.200.000 a 369.000 koku.
Questo ridimensionamento fu visto dal clan Mōri come un grande tradimento e lo Han di Chōshū divenne una sede di attività anti-Tokugawa. Le origini di questo complotto sono evidenti nella tradizione degli incontri del clan che si tenevano all'inizio dell'anno. Durante tali incontri, gli anziani e gli amministratori chiedevano ai daimyo se il tempo di rovesciare lo shogunato era giunto e questi replicavano "Non ancora, lo shogunato è ancora troppo potente."
Il progetto si sarebbe infine realizzato circa 260 anni più tardi, quando il dominio unì le sue forze a quelle del Dominio di Satsuma e a nobili di corte simpatetici alla loro causa per rovesciare lo shogunato Tokugawa, che aveva preso il controllo dell'intero Paese dopo la battaglia di Sekigahara. Condussero la lotta contro le forze lealiste dello shogun, tra cui Ōuetsu Reppan Dōmei, Aizu e la Repubblica di Ezo, durante la guerra Boshin. Il trionfo dell'alleanza portò alla fine dello shogunato in Giappone e alla Restaurazione Meiji, con la quale l'imperatore Meiji riprese il controllo della politica nazionale dopo secoli di dittatura militare degli shogun. Con tale restaurazione fu dato il via a una serie di riforme che avrebbero fatto del Giappone un Paese moderno.
Le forze militari del dominio furono tra il 1867 e il 1869 la base per la fondazione dell'Esercito imperiale giapponese. Grazie a questa alleanza, i nobili di Chōshū e Satsuma godettero di una prominente posizione politica e sociale per tutta il Periodo Meiji e anche per gran parte di quello Taishō.

## Economia

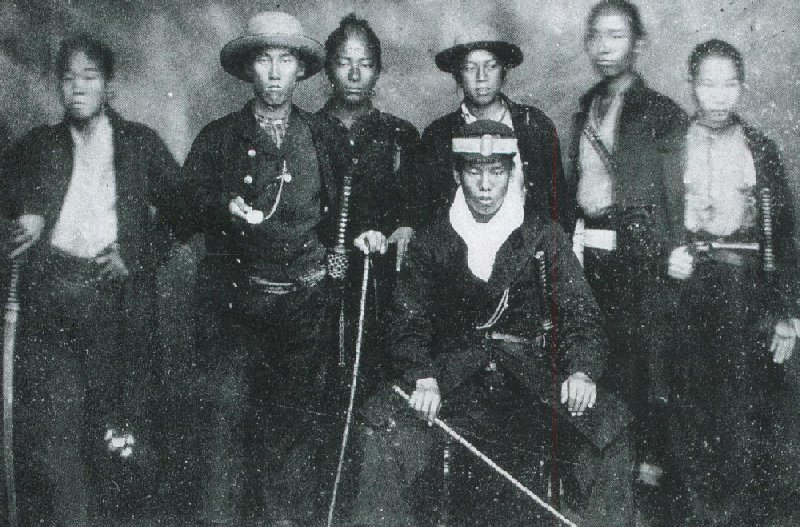
Il Chōshū Kiheitai combatté contro il Bakufu nella seconda spedizione Chōshū e nella guerra Boshin

La riduzione iniziale da 1,2 milioni di koku a 369.000 causò una severa riduzione in termini di mantenimento della struttura militare. Per riuscire a portare le finanze del dominio fuori dai debiti venne applicata una severa politica sui propri seguaci.
- tutti i loro feudi furono drasticamente ridotti
- alcuni che erano pagati in terra iniziarono a essere pagati in riso
- alcuni furono svincolati e incoraggiati a dedicarsi all'agricoltura.

In precedenza a causa di una forte tassazione gli agricoltori avevano iniziato a sviluppare segretamente fattorie nascoste nelle montagne, come fonti private di cibo. Fu condotta una nuova rilevazione dei terreni del dominio e molte delle fattorie nascoste furono scoperte e tassate. Il dominio iniziò anche una stretta politica di controllo del commercio.
Furono promulgate leggi che tassavano il commercio dei "quattro bianchi" nel territorio del dominio: carta, riso, sale e cera. Parte dei profitti e una gran parte dei ricavi delle tasse del commercio andavano nel tesoro del dominio.
Queste politiche rinforzarono grandemente le finanze del dominio permettendo ai daimyo un controllo del territorio più efficace. Comunque erano anche causa di rivolte da parte di contadini affamati e samurai spodestati.

## Politica
La capitale del dominio fu la città castello di Hagi, da cui derivava il nome alternativo di Hagi han (萩藩) per il dominio.
Il dominio rimase sotto il controllo della famiglia Mōri per tutto il periodo Edo. Poiché spesso lo shogunato confiscava i domini i cui daimyo non erano stati in grado di produrre eredi, i daimyo dei Mōri crearono quattro han subordinati governati da rami cadetti della famiglia:
- Iwakuni han: 60.000 koku, governato dai discendenti di Kikkawa Hiroie.
- Chōfū han: 50.000 koku, governato dai discendenti di Mōri Hidemoto.
- Tokuyama han: 40.000 koku, governato dai discendenti di Mōri Naritaka.
- Kiyosue han: 10.000 koku, governato dai discendenti di Mōri Mototomo.

Durante il periodo Edo il ramo principale si estinse due volte e i suoi eredi furono adottati sia dal ramo Chōfu che da quello Kiyosue.
I daimyo Mōri, così come molte loro controparti nel Giappone, erano assistiti nel governo del loro dominio da un gruppo di karō, o anziani del dominio. C'erano due tipi di karō in Chōshū: karō ereditari (le cui famiglie mantenevano il rango in perpetuo) e quelli "a vita", il cui rango era conferito a un individuo, ma che non era ereditato da suo figlio.
I karō ereditari erano figli di rami cadetti della famiglia Mōri, o membri di famiglie imparentate come gli Shishido e i Fukuhara, o discendenti dei Mōri I generali e consiglieri più fidati di Motonari come i Mazuda, i Kuchiba e i Kunishi.
I karō a vita erano samurai di medio o basso rango che mostravano un grande talento nell'economia o nella politica ed erano promossi al rango di karō dal daimyo. Una di questi fu il grande riformatore Murata Seifu.

## Lista di daimyo
- clan Mōri (Tozama, 369.000 koku), 1600–1871

|    | Nome                       | Periodo in carica |
| -- | -------------------------- | ----------------- |
| 1  | Mōri Terumoto (毛利輝元?)  | 1563–1623         |
| 2  | Mōri Hidenari (毛利秀就 ?) | 1623–1651         |
| 3  | Mōri Tsunahiro (毛利綱広?) | 1651–1682         |
| 4  | Mōri Yoshinari (毛利吉就?) | 1682–1694         |
| 5  | Mōri Yoshihiro (毛利吉広?) | 1694–1707         |
| 6  | Mōri Yoshimoto (毛利吉元?) | 1707–1731         |
| 7  | Mōri Munehiro (毛利宗広?)  | 1731–1751         |
| 8  | Mōri Shigetaka (毛利重就?) | 1751–1782         |
| 9  | Mōri Haruchika (毛利治親?) | 1782–1791         |
| 10 | Mōri Narifusa (毛利斉房?)  | 1791–1809         |
| 11 | Mōri Narihiro (毛利斉熙?)  | 1809–1824         |
| 12 | Mōri Narimoto (毛利斉元?)  | 1824–1836         |
| 13 | Mōri Naritō (毛利斉広?)    | 1836              |
| 14 | Mōri Takachika (毛利敬親?) | 1836–1869         |
| 15 | Mōri Motonori (毛利元徳?)  | 1869–1871         |

## Genealogia
Genealogia semplificata della linea principale dei Mōri:
- Mōri Motonari (1497-1571), ebbe discendenti, tra cui due figli:
  - Takamoto (1523-1563). Ebbe un figlio:
    - I. Terumoto, primo signore di Chōshū (cr. 1600) (1553-1625; r. 1600-1623). Ebbe due figli:
      - II. Hidenari, secondo signore di Chōshū (1595-1651; r. 1623-1651). Ebbe un figlio:
        - III. Tsunahiro, terzo signore di Chōshū (1639-1689; r. 1651-1682). Ebbe due figli:
          - IV. Yoshinari, quarto signore di Chōshū (1668-1694; r. 1682-1694).
          - V. Yoshihiro, quinto signore di Chōshū (1673-1797; r. 1694-1707).

      - Naritaka, primo signore di Tokuyama (1602-1679). Ebbe discendenti, tra cui un figlio:
        - Mototsugu, terzo signore di Tokuyama (1667-1719). Ebbe discendenti, tra cui:
          - Hirotoyo, quinto signore di Tokuyama (1705-1773). Ebbe discendenti, tra cui:
            - Nariyoshi, settimo signore di Tokuyama (1750-1797). Ebbe un figlio:
              - Hiroshige, ottavo signore di Tokuyama (1777-1866). Ebbe discendenti, tra cui:
                - XV. Motonori, quindicesimo signore di Chōshū, primo Prince (1839-1896; r. 1869, Governatore of Hagi 1869-1871, capo della famiglia 1871-1896, creato principe di primo rango 1884). Ebbe discendenti, tra cui:
                  - 16. Motoaki, sedicesimo capo della famiglia, secondo Prince (1865-1938; sedicesimo capo della famiglia e secondo principe 1896-1938). Ebbe discendenti, tra cui:
                    - 17. Motomichi, diciassettesimo capo della famiglia, terzo Prince (1903-1976; diciassettesimo capo della famiglia 1938-1976, terzo principe fino al 1947). Ebbe discendenti, tra cui:
                      - 18. Motoyoshi, diciottesimo capo della famiglia (1930- ; diciottesimo capo della famiglia 1976-). Ebbe un figlio.

  - Motokiyo (1551-1597). Ebbe un figlio:
    - Hidemoto, primo signore di Chōfū (1579-1650). Ebbe due figli:
      - Mitsuhiro, secondo signore di Chōfū (1616-1653). Ebbe un figlio:
        - Tsunamoto, terzo signore di Chōfū (1650-1709). Ebbe discendenti, tra cui:
          - VI. Yoshimoto, sesto signore di Chōshū (1677-1731; r. 1707-1731). Ebbe un figlio:
            - VII. Munehiro, settimo signore di Chōshū (1715-1751; r. 1731-1751).

      - Mototomo, primo signore di Kiyosue (1631-1683). Ebbe un figlio:
        - Masahiro, sesto signore di Chōfū, secondo signore di Kiyosue (1675-1729). Ebbe discendenti, tra cui un figlio:
          - VIII. Shigetaka, ottavo signore di Chōshū (1725-1789; r. 1751-1782). Ebbe discendenti, tra cui due figli:
            - IX. Haruchika, nono signore di Chōshū (1754-1791; r. 1782-1791). Ebbe discendenti, tra cui due figli:
              - X. Narifusa, decimo signore di Chōshū (1779-1809; r. 1791-1809).
              - XI. Narihiro, undicesimo signore di Chōshū (1784-1836; r. 1809-1824). Ebbe discendenti, tra cui un figlio
                - XIII. Naritō, tredicesimo signore di Chōshū (1815-1836; r. 1836).

            - Oyachō (1766-1800). Ebbe un figlio:
              - XII. Narimoto, dodicesimo signore di Chōshū (1794-1836; r. 1824-1836). Ebbe discendenti, tra cui un figlio
                - XIV. Takachika, quattordicesimo signore di Chōshū (1819-1871; r. 1836-1869).

## Membri degni di nota
Periodo Edo
- Murata Seifū (1783–1855), condusse le riforme dell'era Tempō in Chōshū

Periodo Bakumatsu
- Yoshida Shōin (1830–1859), educatore e maestro di molti riformatori
- Takasugi Shinsaku (1839–1867), fondatore del Kiheitai
- Kijima Matabei (1817–1864), spadaccino, coinvolto nell'incidente Kinmon
- Kunishi Shinano (1842–1864), commise seppuku per assumersi la responsabilità dell'incidente Kinmon
- Kido Takayoshi (Kido Kōin) (1833–1877), riformatore

Uomini di stato del periodo Meiji
- I Cinque di Chōshū
  - Ito Shunsuke, in seguito Itō Hirobumi (1841–1909), il primo a ricoprire la carica di primo ministro del Giappone
  - Inoue Monta, in seguito Inoue Kaoru (1836–1915), politico Meiji
  - Yamao Yōzō (1837–1917), politico, studiò ingegneria all'Andersonian Institute, Glasgow, 1866–68
  - Endō Kinsuke (1836–1893), politico
  - Nomura Yakichi, in seguito Inoue Masaru (1843–1910), "padre delle ferrovie giapponesi"
- Yamagata Aritomo (1838–1922), Primo ministro e maresciallo di campo dell'Esercito imperiale giapponese
- Katsura Tarō (1848–1913), generale dell'Esercito imperiale giapponese e tre volte primo ministro
- Terauchi Masatake (1852–1919), maresciallo di campo dell'Esercito imperiale giapponese e 18º primo ministro
- Tanaka Giichi (1864–1929), generale dell'esercito imperiale giapponese e ventiseiesimo primo ministro del giappone
- Aoki Shūzō (1844–1914), diplomatico e ministro degli esteri
- Shinagawa Yajirō (1843–1900), ministro dell'interno
- Sone Arasuke (1849–1910), politico, diplomatico, ministro di gabinetto e secondo Resident-General of Korea.

Personale dell'Esercito imperiale giapponese
- Ōmura Masujirō (1824–1869), "Padre del moderno esercito giapponese"
- Ōshima Yoshimasa (1850–1926), generale dell'Esercito imperiale giapponese durante la prima guerra sino-giapponese
- Nogi Maresuke (1849–1912), generale dell'Esercito imperiale giapponese, e generale della guerra russo giapponese
- Miura Gorō (1847–1926), luogotenente generale dell'Esercito imperiale giapponese
- Sakuma Samata (1844–1915), generale dell'Esercito imperiale giapponese e quinto Governatore generale di Taiwan (1906–1915)
- Kodama Gentarō (1852–1906), gengui (maresciallo di campo) e durante la guerra russo giapponese, ministro del governo Meiji
- Oka Ichinosuke (1860–1916), generale dell'Esercito imperiale giapponese e ministro della guerra durante la prima guerra mondiale
- Arisaka Nariakira (1852–1915), luogotenente generale dell'Esercito imperiale giapponese, inventore del fucile Arisaka

Personale della Marina imperiale giapponese
- Tsuboi Kōzō (1843–1898), ammiraglio
- Nashiba Tokioki (1850–1924), ammiraglio
- Arichi Shinanojō (1843–1919), ammiraglio, capo dell'Quartier generale della marina imperiale giapponese

Scrittori
- Inoue Koichi (come: Inoue Kenkabō) (1870–1934), giornalista e autore di senryū (brevi poesie umoristiche)

Affaristi
- Aikawa Yoshisuke (1880–1967) affarista e politico, fondatore e primo presidente della zaibatsu Nissan (1931–1945)